# Wolfsburg-Unkeroda
Wolfsburg-Unkeroda är en ortsteil i kommunen Gerstungen i Wartburgkreis i förbundslandet Thüringen i Tyskland. Wolfsburg-Unkeroda var en kommun fram till 6 juli 2018 när den uppgick i Gerstungen. Kommunen Wolfsburg-Unkeroda hade 706 invånare 2018.